# Плен, Жак
Жак Плен (люкс. Jacques Plein; 17 февраля 1987, Люксембург) — люксембургский футболист, защитник. Выступал за национальную сборную Люксембурга.

## Биография
Воспитанник клубов «Хозинген» и «Этцелла». В составе «Этцеллы» провёл семь сезонов на взрослом уровне и сыграл более 100 матчей, дважды был серебряным призёром чемпионата Люксембурга (в сезонах 2004/05 и 2006/07). В 2011 году перешёл в клуб «Прогресс Нидеркорн», но не смог стать игроком основного состава и сыграл лишь 22 матча за три сезона. С 2014 года выступает за клубы первого дивизиона — «ФК 72 Эрпельданж» и «Мамер 32».
Впервые был вызван в национальную сборную на отборочные матчи к ЧМ 2010, дебют Жака состоялся 28 марта 2009 года в матче против сборной Латвии, завершившемся крупным поражением Люксембурга со счётом 0:4. Свой второй и последний матч за сборную сыграл 25 марта 2011 года в отборочном турнире чемпионата Европы против Франции (0:2).